# Antonio Feito Pérez

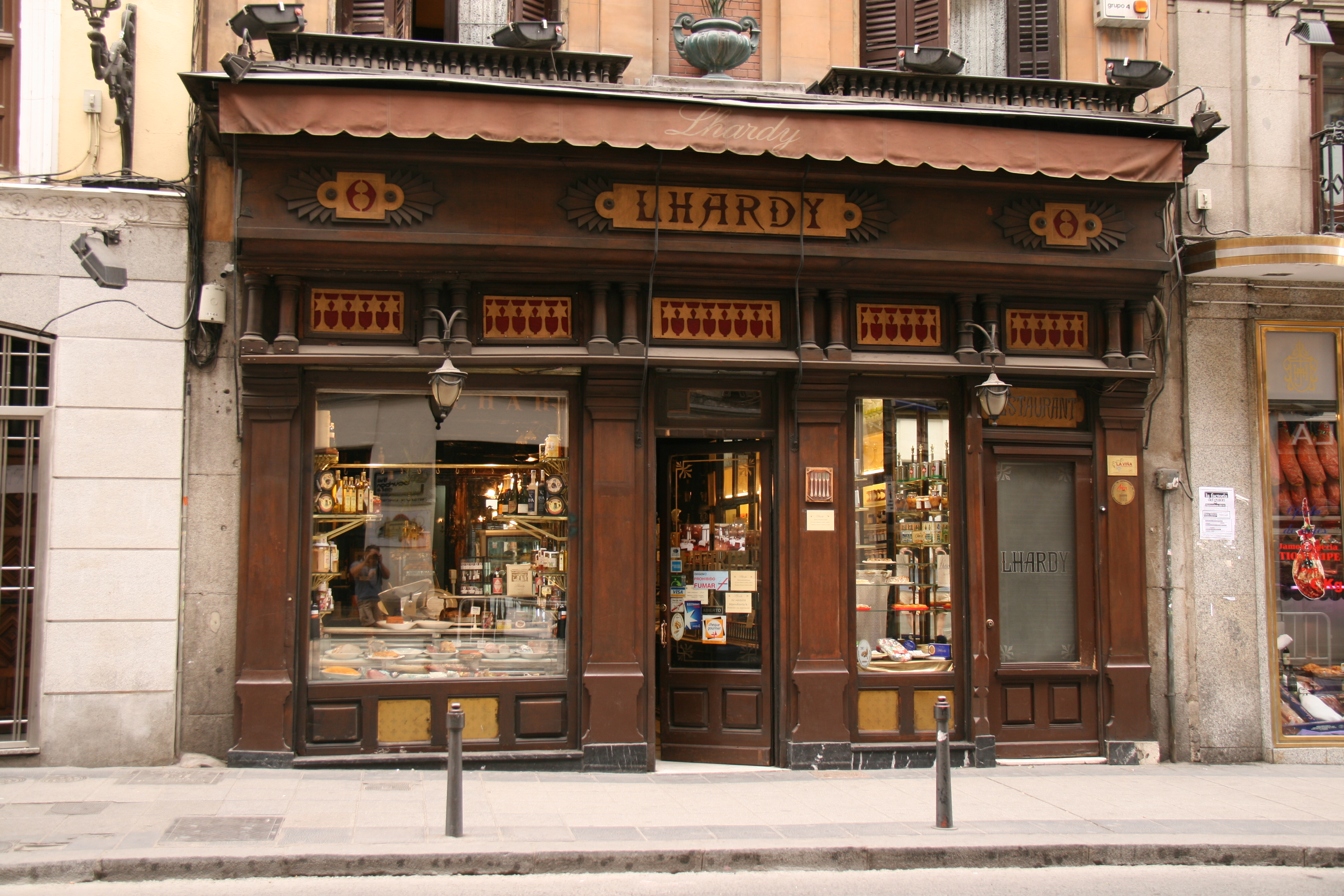
Puerta de caoba antillana del exterior del restaurante, realizada por el decorador Rafael Guerrero en 1885.

Antonio Feito Pérez fue cocinero español en el restaurante madrileño Lhardy. Durante su actividad como jefe de cocinas fue muy popular en el mundo de la cocina española de comienzos del siglo XX. En 1926 formó sociedad con otros empleados del restaurante y finalmente se hicieron con su propiedad. Esta operación hizo que el restaurante quedara desde entonces ligado a la familia Feito.

## Biografía
Antonio Feito se casó con Palmira Martínez, ambos eran originarios de la parroquia de Gera, en Tineo (Asturias). Se desconoce parte de la biografía que enlaza a Feito con el restaurante, se conoce su popularidad vinculada con el restaurante debido a su aparición en los anuncios de los periódicos de la época, anuncios en los que recomendaba el uso de marcas de alimentos (aceite de oliva). Debido a esto algunos autores actuales mencionan que es uno de los primeros cocineros mediáticos de la cocina española. Al cabo de los años forma sociedad con el repostero astorgano Ambrosio Aguado Omaña y Frutos García, comprando el restaurante Lhardy a la nieta de Emilio Huguenin (hija de Agustín Lhardy), el fundador del restaurante en el año 1839. La sociedad hace que la dinastía Lhardy sea continuada por los Feito, Ambrosio Aguado Omaña se casa con María Feito (hermana de Antonio). Desde entonces Lhardy es llevado por la familia Feito. Tras él, se encarga de dirigir el establecimiento su nieta Milagros Novo Feito.